# 新潟県立八海高等学校
新潟県立八海高等学校（にいがたけんりつ はっかいこうとうがっこう、英称：Niigata Prefectural Hakkai High School）は、新潟県南魚沼市にある県立専門高等学校である。

## 概要
本校の起源は1969年に開校した六日町女子高校の開校に遡る。1995年度に実施された男女共学化に併せて現在の名称に改称し、改称以後は複数の専門学科および専門コースを有していたが、2019年度より専門学科の募集を停止し、普通科内に福祉コースとスポーツコースを設置することが2018年10月に発表された。
専門学科のうち、体育学科に関してはは県内の公立高校の中で唯一の設置となっている。また、普通科では2年生への進級時に語学文理コースと情報ビジネスコースの2つのコースに進む。
語学文理コースでは主に英語力を養う一環で、実用英語技能検定準2級の受験が義務となっている。
情報ビジネスコースでは商業高校で展開される専門的な授業が行われており、その中では検定取得の場が提供されている。主な検定として日商簿記検定・全商簿記実務検定・全商ビジネス文書実務検定・全商情報処理検定・全商珠算・電卓実務検定・商業経済検定・販売士検定などがあり、商業系の授業が幅広く展開されている。
専門コースは普通科の中に設置されているが、総合高校の総合学科にも近いと言える。

## 設置されている課程
- 全日制課程
  - 普通科（設置：1995年度）
    - スポーツコース（設置：2019年度）
    - 普通コース
    - 福祉コース（設置：2019年度）
    - ビジネスコース（設置：2019年度）
    - 語学文理コース（外語系、2018年一杯で募集停止）
    - 情報ビジネスコース（商業系、2018年一杯で募集停止）

  - 体育科（設置：1995年度、2018年一杯で募集停止）
  - 家庭福祉科（設置：2014年9月、2018年一杯で募集停止）

### かつて設置されていた課程
- 全日制課程
  - 福祉科（設置：1995年度・廃止：2014年9月）

## 沿革
- 1969年1月1日 - 開校準備事務所を六日町高校内に設置。
- 1969年4月1日 - 新潟県立六日町女子高等学校として6学級（普通科4・家政科2）で開校。普通科には六日町高校五日町分校から2年生98名が転籍する。
- 1969年4月30日 - 開校記念式典挙行。
- 1970年12月1日 - 校旗樹立式。
- 1995年4月1日 - 新潟県立八海高等学校へ改称、男女共学開始。家政科募集停止、体育科・福祉科を設置。
- 1996年4月 - 体育・福祉棟、上屋根付きプール棟竣工。以後数年間、全天候型屋内スポーツ練習場・新グラウンド・テニスコートが竣工。
- 1996年11月16日 - 家政科閉科記念式典挙行。
- 1996年12月 - 全天候型屋内スポーツ練習場が竣工する。
- 1997年9月 - 新グラウンド・テニスコート竣工
- 1997年11月8日 - 創立30周年記念式典挙行
- 2004年9月 - ゴルフ練習場完成
- 2014年9月 - 普通科1学級減し、福祉科を家庭福祉科に転換する。
- 2017年10月21日 - 創立50周年記念式典を挙行する。
- 2019年4月 - この年度の入学生より、従前の家庭福祉科の募集を停止し、普通科1学科4コース制として、体育科を普通科スポーツコースに改組して、他3コースは括り募集とする。

## 交通・アクセス方法
- JR東日本（上越線）・北越急行（ほくほく線）六日町駅（西口）より北西へ900m（徒歩：約10分）

## 学校行事
- 4月 - 入学式、1学期始業式
- 5月 - 中間考査
- 6月 - 体育祭
- 7月 - 期末考査、1学期終業式、夏季補習
- 8月 - 夏季補習
- 9月 - 2学期始業式、マラソン大会
- 10月 - 2年修学旅行、中間考査
- 11月 - 秋華祭
- 12月 - 期末考査、クラスマッチ
- 1月 - 中間考査（1・2年）、学年末考査（3年）
- 3月 - 学年末考査（1・2年）、卒業式、3学期終業式

## 部活動
- スキー部（アルペン・クロスカントリー・ジャンプ）
- 陸上競技部
- 水泳部
- 水球部
- 女子バレーボール部
- ゴルフ部
- バスケットボール部（男・女）
- なぎなた部
- バドミントン部
- テニス部（男・女）
- 福祉部
- ビジネスコンピュータ部
- 軽音楽同好会
- 創作部
- 写真部
- 書道部
- 美術部
- 吹奏楽部
- 茶・華道部
- 食物部

## 著名な出身者
- 山下美弥子（ソウル五輪・バレーボール代表）
- 長谷川柊（陸上選手）